# MPDMA32
MPDMA32 è una District Management Area della municipalità distrettuale di Ehlanzeni.  Questo DMA è anche chiamato Lowveld  e si estende su una superficie di 133 km².
All'interno del distretto di Ehlanzeni, sono 5 le aree che compongono questo DMA:
- Pilgrim's Rest DMA
- Mount Anderson DMA
- Barberton Nature ReserveDMA
- Mthethomusha Game Reserve DMA
- The Mahushe Shongwe Game Reserve DMA